# Mistrzostwa Polski w Badmintonie 1988
24. Mistrzostwa Polski w Badmintonie 1988 odbyły się w dniach 25 - 27 lutego 1988 w Krakowie

## Medaliści
| Konkurencja:            | Złoto:                                                                 | Srebro:                                                                   | Brąz: |
| gra pojedyncza kobiet   | Bożena Siemieniec (Technik Głubczyce)                                  | Bożena Haracz (Technik Głubczyce)                                         | Barbara Zimna (Technik Głubczyce) Zofia Drogomirecka (Technik Głubczyce)                                                                               |
| gra pojedyncza mężczyzn | Jerzy Dołhan (Technik Głubczyce)                                       | Grzegorz Olchowik (Technik Głubczyce)                                     | Marek Bujak (Technik Głubczyce) Jacek Hankiewicz (Kolejarz Katowice)                                                                                   |
| gra podwójna kobiet     | Bożena Haracz (Technik Głubczyce) Bożena Siemieniec(Technik Głubczyce) | Zofia Drogomirecka (Technik Głubczyce) Marzena Masiuk (Technik Głubczyce) | Katarzyna Krasowska (Technik Głubczyce) Barbara Kulanty (Bolesław Bukowno) Elżbieta Grzybek (Kolejarz Katowice) Karolina Piątek (Stara Wieś Pszczyna)  |
| gra podwójna mężczyzn   | Jerzy Dołhan (Technik Głubczyce) Grzegorz Olchowik (Technik Głubczyce) | Jarosław Bąk (Technik Głubczyce) Marek Bujak (Technik Głubczyce)          | Roman Golinowski (Technik Głubczyce) Andrzej Kołodyński (Technik Głubczyce) Janusz Czerwieniec (Polonez Warszawa) Jacek Hankiewicz (Kolejarz Katowice) |
| gra mieszana            | Jerzy Dołhan (Technik Głubczyce) Bożena Haracz (Technik Głubczyce)     | Jacek Hankiewicz (Kolejarz Katowice) Elżbieta Grzybek(Kolejarz Katowice)  | Jarosław Bąk (Technik Głubczyce) Bożena Siemieniec (Technik Głubczyce) Marek Bujak (Technik Głubczyce) Marzena Masiuk(Technik Głubczyce)               |